# Elztalbahn
| Regio-Shuttle der Breisgau-S-Bahn im Endbahnhof Elzach |                      |                                       |                                       |
| |                      |                                       |                                       |
| Streckennummer (DB): | 4311                 |                                       |                                       |
| Kursbuchstrecke (DB): | 726                  |                                       |                                       |
| Kursbuchstrecke: | 303e (1946)          |                                       |                                       |
| Streckenlänge: | 19,3 km              |                                       |                                       |
| Spurweite: | 1435 mm (Normalspur) |                                       |                                       |
| Streckenklasse: | C2                   |                                       |                                       |
| Stromsystem: | 15 kV 16,7 Hz ~      |                                       |                                       |
| Minimaler Radius: | 450 m                |                                       |                                       |
| Streckengeschwindigkeit: | 100 km/h             |                                       |                                       |
| |                      |                                       |                                       |
| \| \| \| von Basel \| \| \| \| 0,0 \| Denzlingen \| Denzlingen \| \| \| \| nach Mannheim \| \| \| \| \| Elz \| \| \| \| 3,6 \| Buchholz (Baden) \| Buchholz (Baden) \| \| \| 5,6 \| Batzenhäusle \| Batzenhäusle \| \| \| 7,1 \| Waldkirch \| Waldkirch \| \| \| \| Elz \| \| \| \| 8,5 \| Kollnau \| Kollnau \| \| \| 10,2 \| Gutach (Breisgau) \| Gutach (Breisgau) \| \| \| \| Übergang zur Gütermann-Schmalspurbahn \| \| \| \| \| Wilde Gutach \| \| \| \| 12,0 \| Bleibach \| Bleibach \| \| \| 14,2 \| Niederwinden \| Niederwinden \| \| \| 16,4 \| Oberwinden \| Oberwinden \| \| \| 19,3 \| Elzach \| Elzach \| |                      |                                       |                                       |
| Strecke |                      | von Basel                             | von Basel                             |
| Bahnhof | 0,0                  | Denzlingen                            | Denzlingen                            |
| Abzweig geradeaus und nach links |                      | nach Mannheim                         | nach Mannheim                         |
| Brücke über Wasserlauf |                      | Elz                                   | Elz                                   |
| Haltepunkt / Haltestelle | 3,6                  | Buchholz (Baden)                      | Buchholz (Baden)                      |
| Haltepunkt / Haltestelle | 5,6                  | Batzenhäusle                          | Batzenhäusle                          |
| Bahnhof | 7,1                  | Waldkirch                             | Waldkirch                             |
| Brücke über Wasserlauf |                      | Elz                                   | Elz                                   |
| Haltepunkt / Haltestelle | 8,5                  | Kollnau                               | Kollnau                               |
| Bahnhof | 10,2                 | Gutach (Breisgau)                     | Gutach (Breisgau)                     |
| Strecke |                      | Übergang zur Gütermann-Schmalspurbahn | Übergang zur Gütermann-Schmalspurbahn |
| Brücke über Wasserlauf |                      | Wilde Gutach                          | Wilde Gutach                          |
| Haltepunkt / Haltestelle | 12,0                 | Bleibach                              | Bleibach                              |
| Haltepunkt / Haltestelle | 14,2                 | Niederwinden                          | Niederwinden                          |
| Haltepunkt / Haltestelle | 16,4                 | Oberwinden                            | Oberwinden                            |
| Haltepunkt / Haltestelle Streckenende | 19,3                 | Elzach                                | Elzach                                |

Die Elztalbahn ist eine 19,3 Kilometer lange, eingleisige, elektrifizierte und normalspurige Nebenbahn, die im Bahnhof Denzlingen von der Bahnstrecke Mannheim–Basel abzweigt und im Elztal aufwärts in den Schwarzwald bis nach Elzach hineinführt.

## Geschichte

### Eröffnung des Abschnitts Denzlingen–Waldkirch
Weil sich keine privaten Kapitalgeber zur Finanzierung einer Anbindung des Elztales fanden, ergriff die Stadt Waldkirch selbst die Initiative und ließ auf eigene Kosten die 7,1 Kilometer lange Privatbahn von Denzlingen nach Waldkirch bauen. Am 30. März 1872 schuf der badische Staat die gesetzliche Grundlage für den Bau, am 29. August des gleichen Jahres wurde die Konzession erteilt. Den Betrieb, der am 1. Januar 1875 eröffnet wurde, übertrug die Stadt Waldkirch 1887 den Großherzoglich Badischen Staatseisenbahnen.

### Verlängerung bis Elzach
Zwar entwickelte sich der Verkehr – vor allem die Personenbeförderung – zufriedenstellend, jedoch war die finanzielle Belastung für die Stadt Waldkirch auf Dauer zu hoch. So nahm sie das Angebot des Staates dankbar an, die Bahn zum 1. April 1886 käuflich zu erwerben. Am 20. August 1901 wurde die Strecke um 12,2 Kilometer bis nach Elzach verlängert. Am Bahnhof Gutach bestand Verbindung zu einer elektrifizierten Schmalspurbahn mit 750 Millimeter Spurweite zur Nähseidenfabrik Gütermann.

### Nicht umgesetzte Projekte
Verschiedene Varianten einer Verlängerung über Oberprechtal nach Hausach wurden oft – zuletzt in den 1950er Jahren – geplant, aber nie realisiert. Hierdurch hätte sich die kürzeste Verbindung von Freiburg nach Stuttgart und weiter in Richtung Nürnberg ergeben.
Außerdem gab es eine Planung, durch einen Abzweig in Bleibach das Simonswälder Tal zu erschließen mit Weiterführung über Gütenbach nach Furtwangen, wo ein Anschluss an die 1893 vollendete Bregtalbahn entstanden wäre. Geldmangel und später der Erste Weltkrieg ließen das Projekt scheitern. Die Pläne dazu liegen im Gemeindearchiv von Simonswald.

### Bahnpostverkehr
Nachdem 1875 die Strecke Denzlingen–Waldkirch fertig gestellt war, verkehrte eine dem Postamt Waldkirch unterstellte Bahnpost Waldkirch–Denzlingen und zurück. Briefsendungen, die entweder in den Briefkasten des Postwagens am Zug oder in den Bahnhofsbriefkasten eingeworfen wurden, wurden im Zug mit einem ovalen Bahnpoststempel „Denzlingen–Waldkirch“ entwertet und nach Zielgebieten vorsortiert. Nach der Streckenverlängerung 1901 wurde auch die Bahnpost bis Elzach gefahren. Stempel-Abschläge der Bahnpost sind bekannt von 1897, 1902 („Denzlingen–Waldkirch“), 1902, 1915 („Denzlingen–Elzach“), 1932 und 1952 („Freiburg–Elzach“). Die Bahnpostbeförderung wurde auf der Elztalbahn bis 1957 durchgeführt.

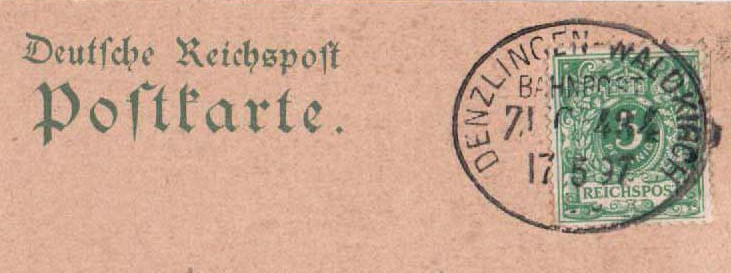
Bahnpost Denzlingen–Waldkirch, 17. Mai 1897
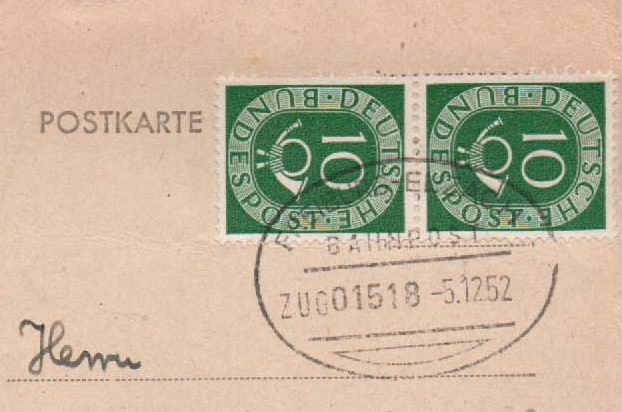
Bahnpost Freiburg–Elzach, 5. Dezember 1952

### Verlegung des Haltepunktes Batzenhäusle
Um das Jahr 2002 wurde der Haltepunkt im Buchholzer Ortsteil Batzenhäusle vom km 5,3 westlich der St.-Margarethen-Straße zum km 5,6 bei der Fischermatte verlegt. Hintergrund war, dass dort größeres Fahrgastpotential erwartet wurde und die Lage am alten Ort sehr beengt und direkt an einem Bahnübergang gelegen war.

### Pilotstrecke der Breisgau-S-Bahn
Im Jahr 1997 wurde die Elztalbahn vom Zweckverband Regio-Nahverkehr Freiburg (ZRF) zusammen mit der Bahnstrecke Freiburg–Breisach als Pilotstrecke für das integrierte Regionalverkehrskonzept „Breisgau-S-Bahn 2005“ ausgewählt. In den folgenden Jahren wurde das Angebot im Personenverkehr ausgebaut, die Bahnanlagen umfassend saniert und erneuert. Als erster Schritt wurde im Jahr 1997 die Betriebsruhe an Sonntagen aufgehoben. Zwei Jahre später erfolgte die Einführung eines Integralen Taktfahrplanes (ITF) mit Stundentakt bis Elzach und zusätzlichen Zügen zwischen Freiburg und Waldkirch. Im Dezember 2001 waren die geplanten Angebotsverbesserungen mit werktäglichem Halbstundentakt bis Waldkirch und Stundentakt bis Elzach auch in den Abendstunden sowie Stundentakt bis Elzach auch an Sonn- und Feiertagen verwirklicht.
Von Mai bis Juni 2009 wurden die Gleise zwischen Waldkirch und Elzach erneuert. Die ursprünglichen trogförmigen Stahlschwellen wurden dabei durch Y-Stahlschwellen ersetzt. Der Oberbau lässt eine Achslast von 22,4 Tonnen zu, die Liegezeit soll 70 bis 80 Jahre betragen.

### Elektrifizierung und Modernisierung

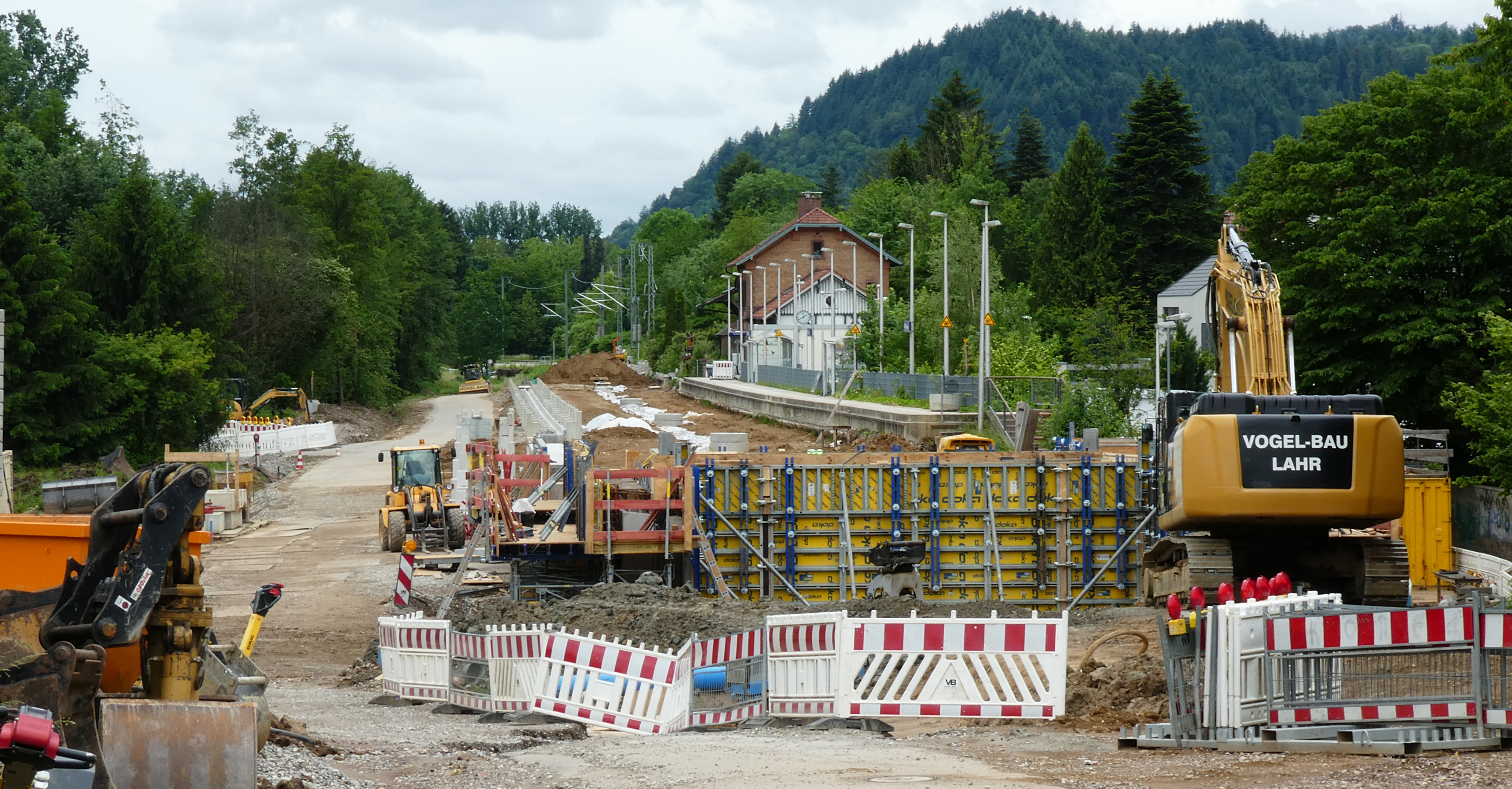
Ausbau der Station Gutach zum Kreuzungsbahnhof

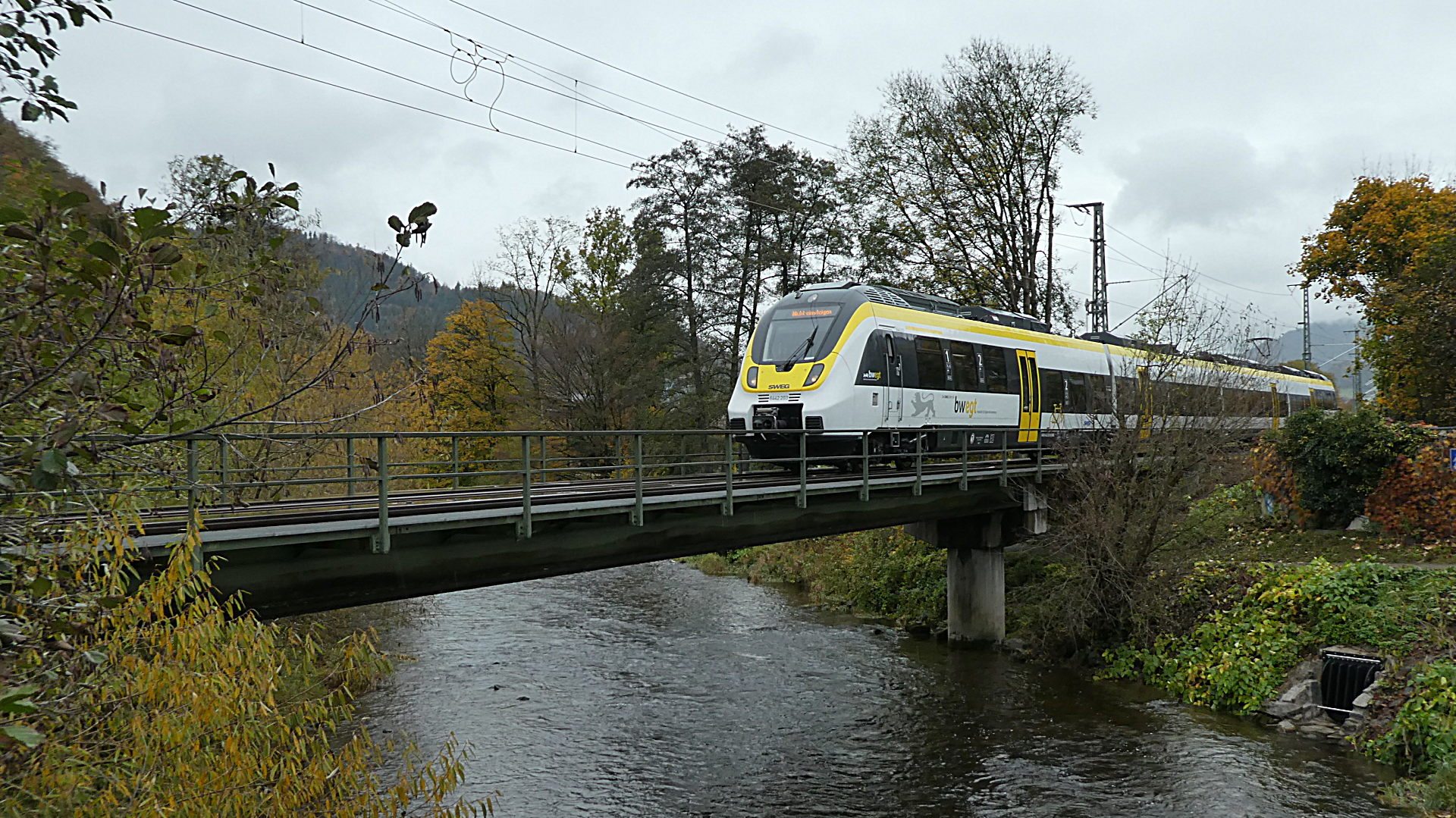
Talent 3 auf der Elzbrücke zwischen Kollnau und Waldkirch

In der Kooperationsvereinbarung zwischen Regio-Verkehrsverbund Freiburg (RVF) und Nahverkehrsgesellschaft Baden-Württemberg (NVBW) vom 11. März 2009 war auch ein weiterer Ausbau der Elztalbahn vorgesehen. Geplant war eine Elektrifizierung der Strecke, der Bau einer Ausweiche für Zugkreuzungen in Gutach und die Modernisierung der Signaltechnik durch ein elektronischen Stellwerkes in Waldkirch bis zum Jahr 2018. Elektrifizierung und Kreuzungsbahnhof waren im Elztal umstritten; es gab Bürgerinitiativen dagegen und dafür. Vom 1. März 2020 bis 14. November 2021 wurde die Elztalbahn im Rahmen des Projektes „Breisgau-S-Bahn 2020“ elektrifiziert und modernisiert. Anfänglich war die Wiederinbetriebnahme der Elztalbahn im Dezember 2020 vorgesehen. Dieser Zeitplan konnte aber aufgrund von Lieferverzögerungen von Bombardier für die elektrischen Talent-3-Triebzüge und wegen absehbarer Verzögerungen bei den Bauarbeiten nicht gehalten werden. Daher wurde die Wiederinbetriebnahme zuerst auf Juni 2021 verschoben, jedoch aufgrund von Verzögerungen am Kreuzungsbahnhof Gutach erneut auf Mitte November 2021 verschoben. Seit 28. Januar 2021 fand ein Probebetrieb zwischen Denzlingen und Waldkirch statt. Der Streckenabschnitt wurde am 14. Februar 2021 wieder freigegeben. Bombardier konnte die neuen Triebwagen nicht bis zur Wiederinbetriebnahme des Streckenabschnitts bereitstellen, daher kamen vorerst Dieseltriebwagen zum Einsatz. Von Waldkirch aus bestand ein Schienenersatzverkehr bis nach Elzach, der von der SWEG organisiert und durchgeführt wurde. Auf der 19,3 Kilometer langen Strecke zwischen Denzlingen und Elzach wurden ungefähr 23 Kilometer an Oberleitungen gebaut; hierfür wurden 320 neue Oberleitungsmasten benötigt. Im Zuge des Ausbaus wurden insgesamt sieben Bahnübergänge modernisiert, einige Brücken erneuert und die Stellwerkstechnik wurde an die modernisierte Strecke angepasst, wobei elektrische Stellwerke in Waldkirch sowie Gutach entstanden, welche vom Zentralstellwerk in Freiburg-Wiehre gesteuert werden. Der Haltepunkt Gutach wurde zu einem zweigleisigen Kreuzungsbahnhof ausgebaut, um die Realisierung eines ganztägigen Halbstundentakts bis nach Bleibach, in der Hauptverkehrszeit bis zum Endbahnhof in Elzach, zu ermöglichen. Damit die neuen Züge ihr ganzes Potenzial ausschöpfen können, wurde der Oberbau zum Teil im Gebiet der Stadt Waldkirch erneuert, wodurch eine Geschwindigkeit von 80 km/h möglich ist.
Die Kosten von 53,4 Millionen Euro für den Ausbau der Elztalbahn wurden vom Bund, dem Land Baden-Württemberg sowie dem Zweckverband Regio-Nahverkehr Freiburg (ZRF) getragen.
Der elektrische Betrieb wurde Anfang August 2021 bis Waldkirch aufgenommen, zunächst mit geliehenen Wagenzügen, ab Oktober mit den nun ausreichend verfügbaren Talent-Triebwagen. Am 11. Oktober 2021 wurde die Strecke auch oberhalb Waldkirch unter Strom gesetzt und am 14. November 2021 begann der fahrplanmäßige Betrieb. Die Züge verkehren wie in der folgenden Tabelle dargestellt. Die S2 wird von der SWEG betrieben.
| Linie | Strecke                                                                                               | Takt   | HVZ-Takt |
| ----- | --- | ------ | -------- |
| S2    | Freiburg im Breisgau – Gundelfingen – Denzlingen – Buchholz – Waldkirch – Kollnau – Bleibach          | 30 min | 30 min   |
| S2    | Freiburg im Breisgau – Gundelfingen – Denzlingen – Buchholz – Waldkirch – Kollnau – Bleibach – Elzach | 60 min | 30 min   |

Die symbolische Inbetriebnahme wurde am 13. Juni 2021 gefeiert.

## Bahnhöfe und Haltepunkte

### Denzlingen

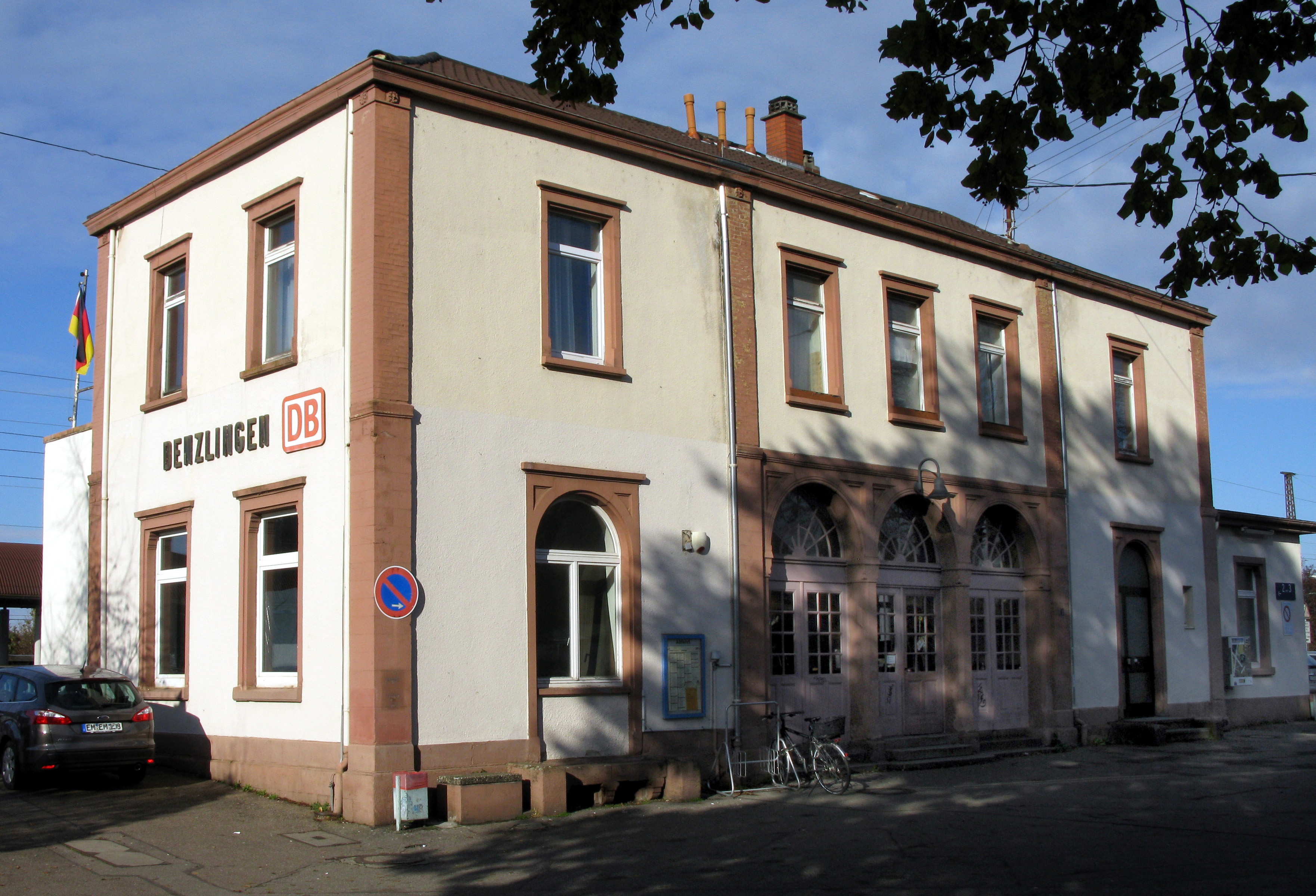
Bahnhof Denzlingen

Der Bahnhof Denzlingen ist der Ausgangspunkt der Elztalbahn, wobei die meisten Züge bereits ab Freiburg (Breisgau) Hbf verkehren. Hier bestehen Anschlüsse an die Regional-Express-Züge Richtung Basel Badischer Bahnhof und Offenburg. Auf Gleis 1, dem Hausbahnsteig, halten die Züge nach Offenburg, auf Gleis 2 die Züge nach Basel und die SWEG-Züge nach Freiburg. Das am Mittelbahnsteig zu Gleis 2 liegende Gleis 3 dient lediglich als Ausweichgleis. Auf dem von Gleis 1 abzweigenden Gleis 5 halten die SWEG-Züge Richtung Waldkirch und Elzach. Die Gleise 6 und 7 für den Güterverkehr sind heute noch vorhanden und werden von der Deutschen Bahn als Abstellgleise für Bauzüge verwendet. Die Gemeinde Denzlingen plant, diese Gleise zurückzubauen und die Fläche für ein P+R-Parkhaus zu verwenden. Von Denzlingen verkehren Busse in die umliegenden Orte sowie ins Glottertal, nach St. Peter und auf den Kandel.

### Waldkirch

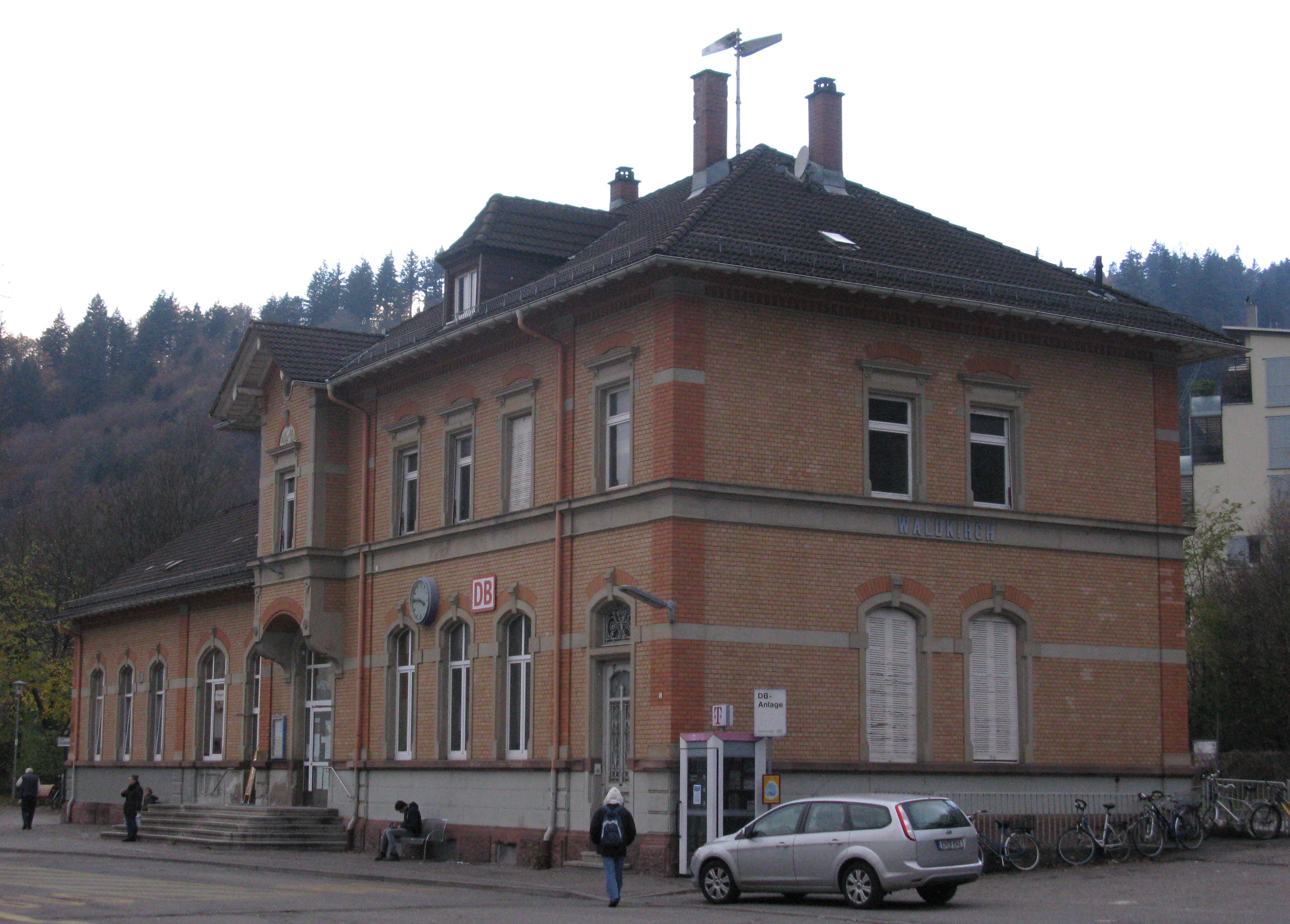
Bahnhof Waldkirch

Der Bahnhof Waldkirch war bis 1901 Endpunkt der Elztalbahn und blieb bis heute die wichtigste Unterwegsstation. Für den Güterverkehr bestanden umfangreiche Gleisanlagen sowie eine Gleiswaage (35 Tonnen), eine Kopf- und Seitenrampe und ein Überladekran. Hier wurden insbesondere Holz, Altmetall und Fahrzeuge verladen. Über viele Jahre weg wurden Güterwagen per Straßenroller mit Kaelble-Zugmaschine zur Spinnweberei Uhingen in Batzenhäusle zugestellt, später wurde stattdessen ein Anschlussgleis gebaut. Die Firma Peguform verlud Fahrzeugteile noch bis in die 1990er Jahre im Bahnhof Waldkirch.
Am Standort des Güterbahnhofs wurde mit der Einführung des S-Bahn-Betriebes eine Abstellanlage für die Triebwagen errichtet. In Waldkirch sind Zugkreuzungen möglich; im Empfangsgebäude war bis 2020 ein mechanisches Stellwerk der Einheitsbauart untergebracht, das als letztes seiner Art in Baden mit vereinfachten Lichtsignalen ausgestattet war. Die Abstellanlage für Triebwagen entfiel mit der Modernisierung 2020/2021.
Waldkirch ist ein Bahnhof der Preisklasse 6 und Verknüpfungspunkt zu mehreren Buslinien in der Region, die nach Emmendingen, Elzach, Freiburg, Siensbach und Furtwangen führen.

### Kollnau

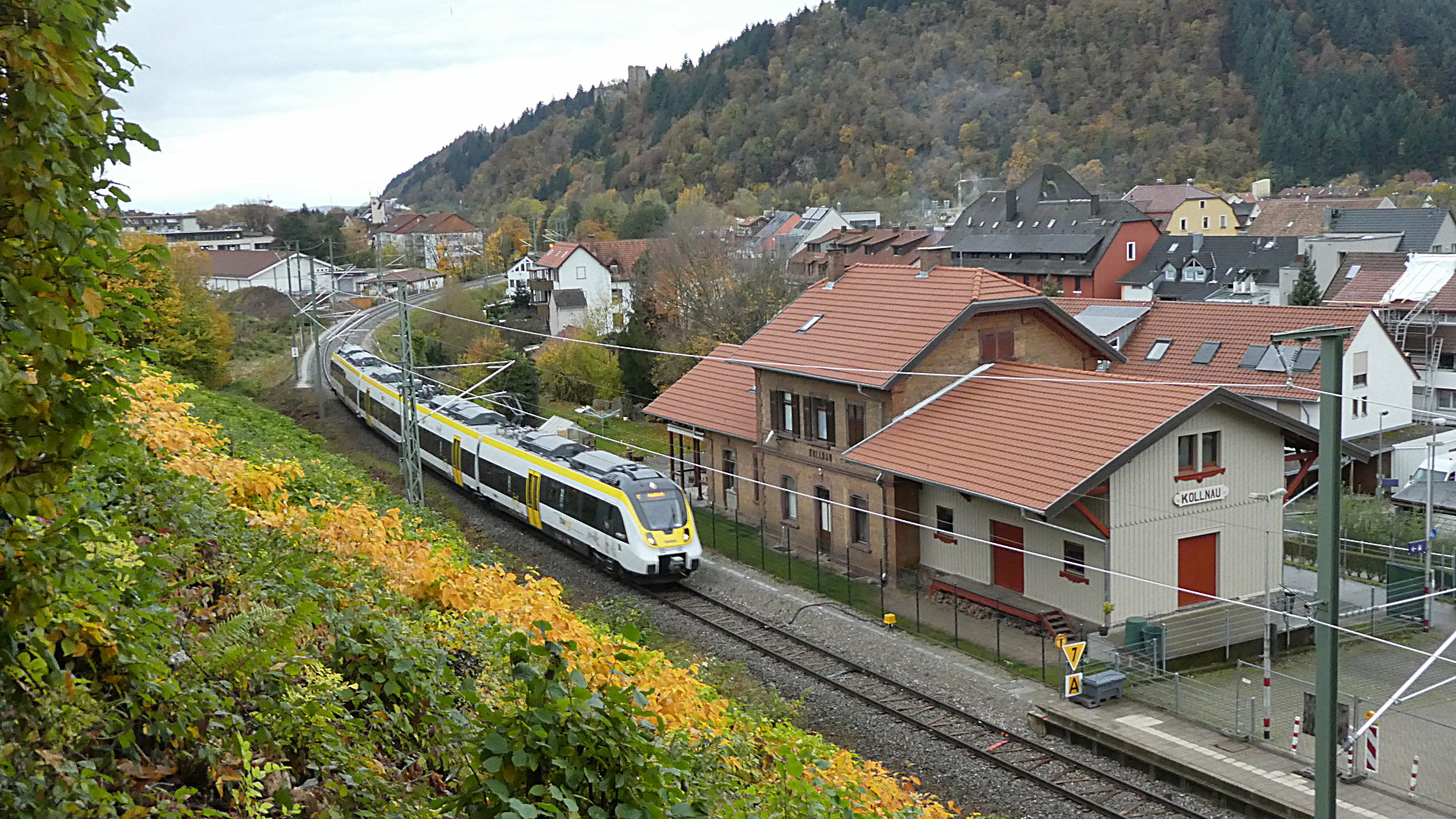
Bahnhof Kollnau

Der Haltepunkt Kollnau ging mit der Verlängerung der Elztalbahn 1901 in Betrieb. Die Stationseinrichtung bestand ursprünglich aus einem zweistöckigen Stationsgebäude mit seitlichen Anbauten (Wartehalle und Güterschuppen) und einem freistehenden Toilettengebäude. Bahnhofsgebäude in nahezu identischer Form gibt es auch in Gutach, Bleibach und Oberwinden, teilweise ist die Anordnung von Wartehalle und Güterschuppen getauscht. In Kollnau gab es ein Ladegleis, über das der örtliche Brennstoffhändler Kohle zugestellt bekam, sowie ein Anschlussgleis zur nahe gelegenen Kollnauer Baumwollspinnerei und -weberei.
Nach 1993 wurden alle Nebengleise rückgebaut und so ist Kollnau heute ein Haltepunkt und dementsprechend in die Preisklasse 6 eingeordnet, das Bahnhofsgebäude ist heute in Privatbesitz. An der Bushaltestelle Kollnau Bahnhof halten Busse der Südbadenbus nach Freiburg, Elzach, Siegelau, Furtwangen und Waldkirch.

### Gutach

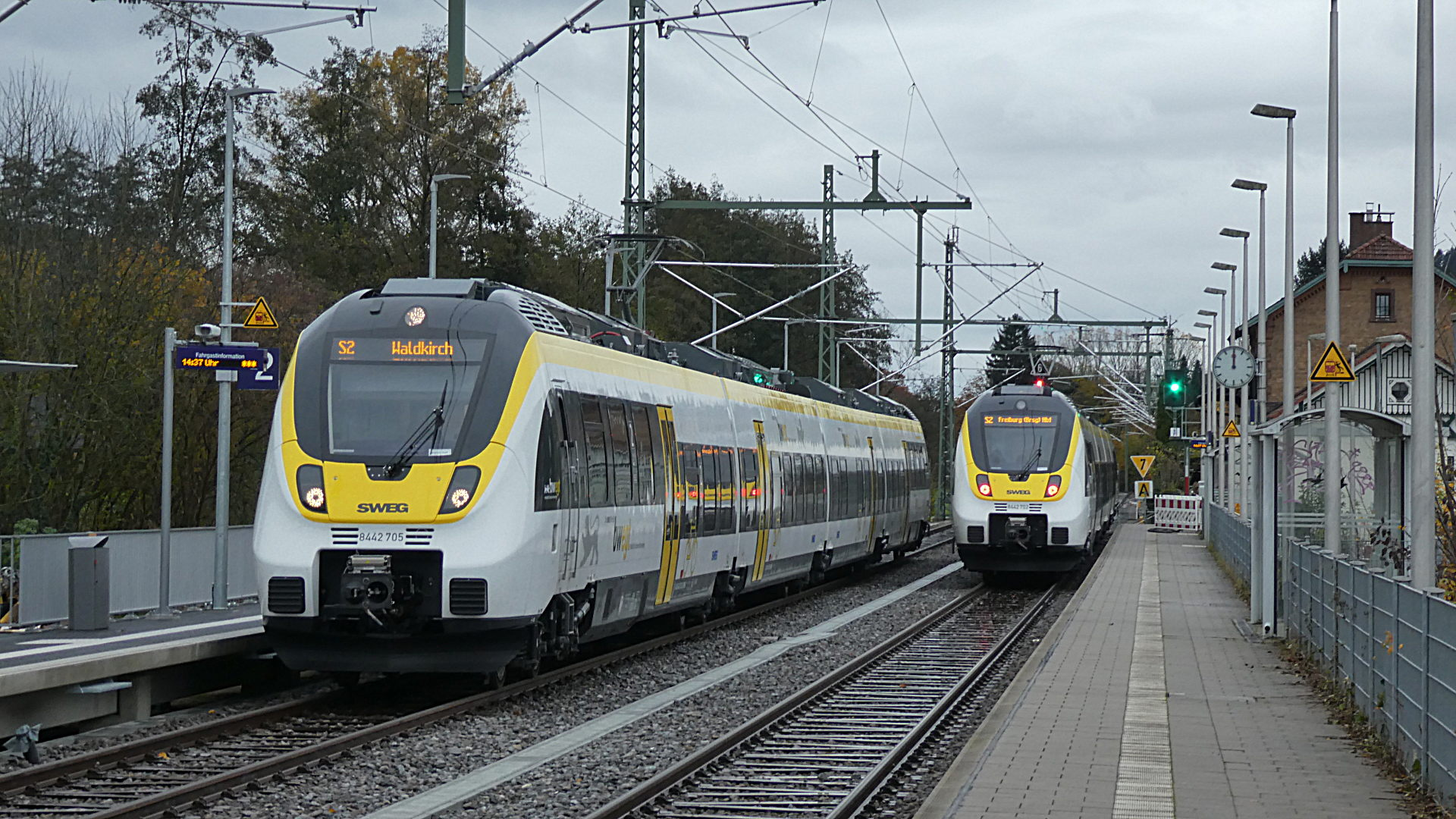
Zugkreuzung im Bahnhof Gutach

Die Bahnhofsausstattung war ähnlich wie in Kollnau. Jedoch besaß der Bahnhof Gutach ein Umfahrgleis mit einem Ladegleis an jeder Seite. Besonderheit war die von 1901 bis 1967 betriebene, in 750 mm Schmalspur ausgeführte und elektrifizierte Anschlussbahn zur Nähseidenfabrik Gütermann.
Seit dem Rückbau aller Nebengleise war Gutach betrieblich ein Haltepunkt. Mit der Modernisierung 2021 erhielt Gutach ein zweites Bahnsteiggleis für Zugkreuzungen und wurde damit wieder zum Bahnhof. Ab Gutach beginnt der Stichstreckenblock bis Elzach.

### Elzach

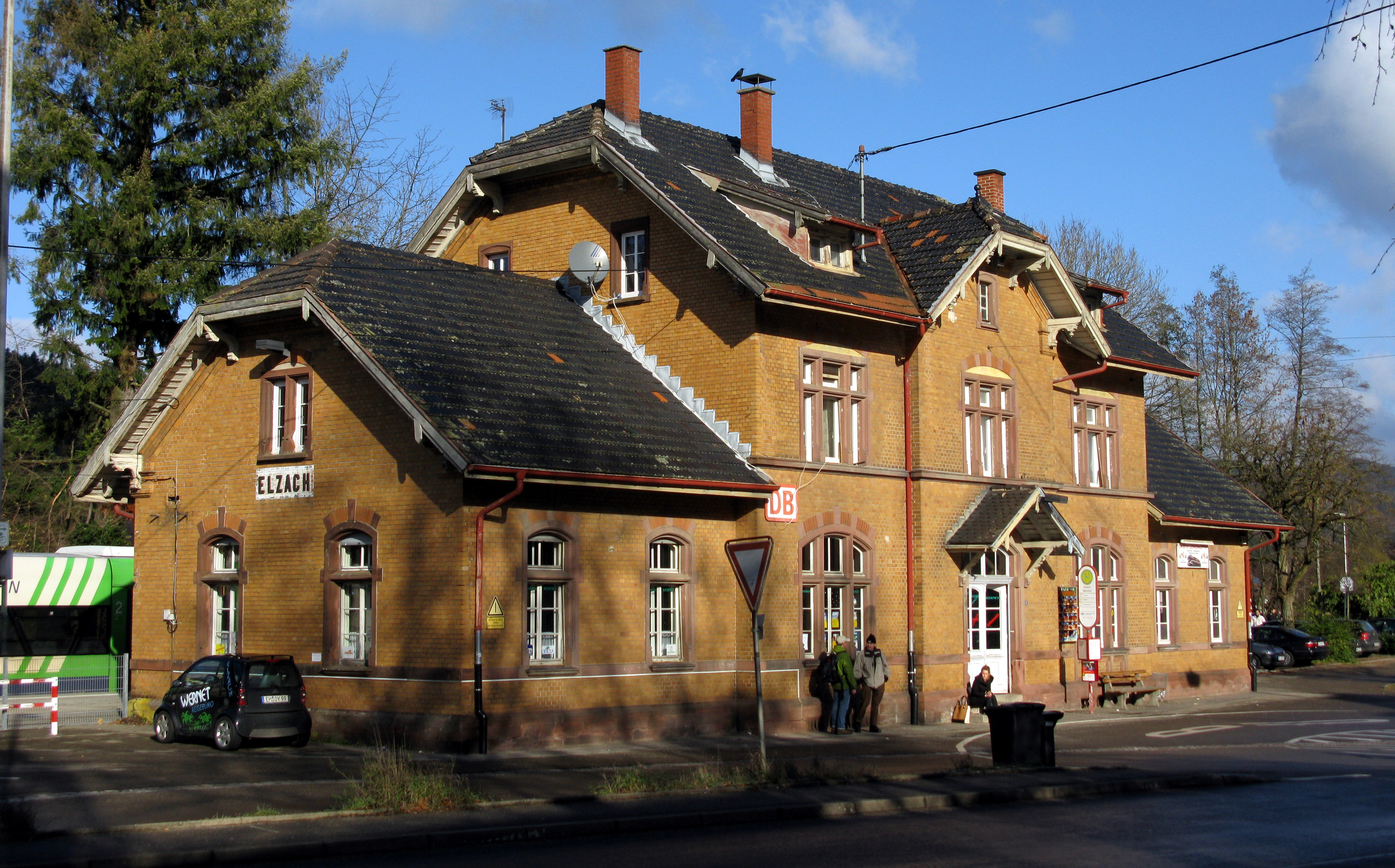
Bahnhof Elzach

Mit Verlängerung der Strecke im Jahr 1901 wurde in Elzach ein neuer Endbahnhof gebaut. Für den Betriebsmaschinendienst wurde ein zweiständiger Lokomotivschuppen und ein freistehender Bahnwasserturm errichtet; für den Güterverkehr standen ein freistehender Güterschuppen, eine Kopf- und Seitenrampe, eine Gleiswaage (35 Tonnen) und ein Überladekran zur Verfügung.
Von den Hochbauten ist nur noch das Empfangsgebäude vorhanden. Die Gleisanlagen sind nunmehr bis auf das Streckengleis zurückgebaut; es existieren keine Weichen und keine Nebengleise mehr.

## Betrieb
Heute befindet sich die Strecke im Eigentum der DB Netz AG. Seit dem 15. Dezember 2002 wurden die Leistungen im Schienenpersonennahverkehr von der Breisgau-S-Bahn GmbH erbracht, welche im Dezember 2017 auf ihre Muttergesellschaft Südwestdeutsche Landesverkehrs-AG (SWEG) verschmolzen wurde. Die aus Regio-Shuttle-Triebwagen gebildeten Züge fuhren durchgehend von Freiburg im Breisgau bis Elzach im Stundentakt mit Zugkreuzung in Waldkirch zur üblichen Symmetrieminute, das hieß kurz vor der halben Stunde. Ergänzend verkehrten werktags zusätzliche Züge nach Waldkirch, so dass sich zwischen Freiburg und Waldkirch ein Halbstundentakt, in Gegenrichtung jedoch nur ein alternierender Takt mit einem 39/21-Minuten-Intervall ergab.
Auf der Rheintalbahn werden neben Denzlingen und Freiburg Hbf auch die Haltepunkte Gundelfingen, Freiburg-Zähringen und Freiburg-Herdern bedient. Aufgrund unterschiedlicher Streckenbelegung durch andere Züge hielt aber nicht jeder Zug der Elztalbahn an allen diesen Haltepunkten. So variierte auch die Fahrzeit und die Abfahrtsminute in Freiburg um wenige Minuten.

### Seit der Elektrifizierung
Seit der Elektrifizierung verkehren die Züge der Linie S2 der Breisgau-S-Bahn im Stundentakt zwischen Freiburg Hbf und Elzach. Das Fahrplanangebot wird bis Bleibach verstärkt, so dass auf diesem Abschnitt ein ungefährer Halbstundentakt herrscht. Weiterhin halten die Züge zwischen Denzlingen und Freiburg nicht an allen Stationen. Die Symmetrieminute der jeweils stündlichen Takte Freiburg – Elzach und Freiburg – Bleibach ist ungefähr zur Minute 13/43 (Stand: Fahrplanjahr 2022).

### Verbindungen und Fahrzeiten
Im Laufe der Zeit wurden die Anzahl der Verbindungen vergrößert, die Fahrzeiten verkürzt. Folgende Tabelle zeigt die werktags angebotenen Verbindungen an:

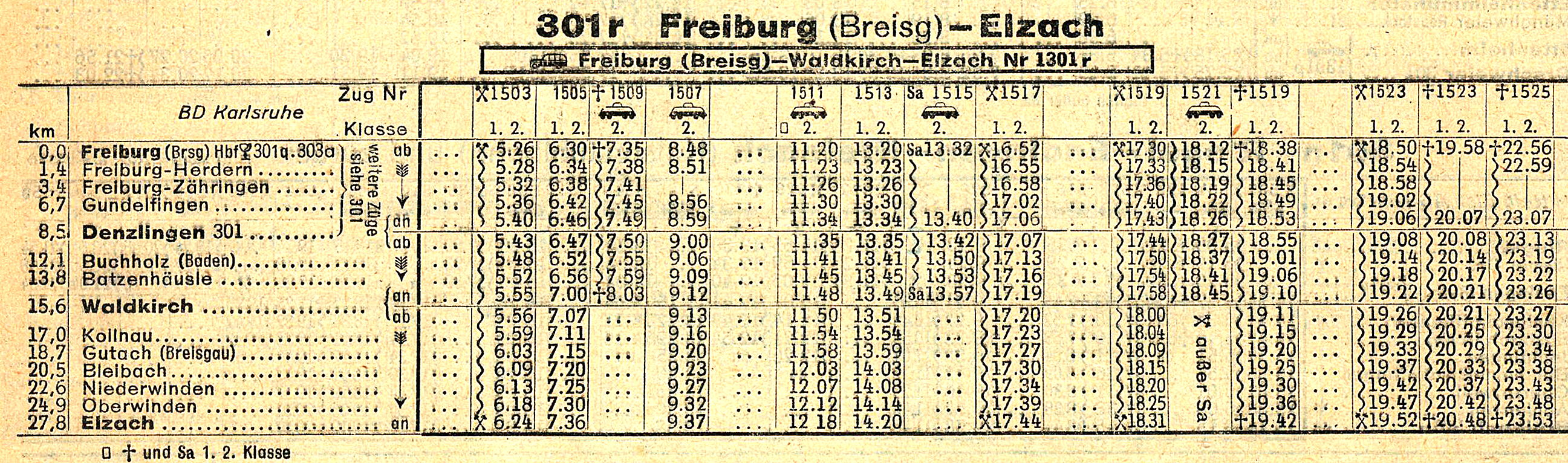
Fahrplan Elztalbahn Sommer 1956

| Fahrplanjahr   | Zugpaare bis Waldkirch | Zugpaare bis Elzach | Fahrzeit bis Elzach | nur Werktag- Verkehr („w“) |
| -------------- | ---------------------- | ------------------- | ------------------- | -------------------------- |
| 1941           | 1                      | 7                   | 60 min              |                            |
| 1956           | 1                      | 9                   | 60 min              |                            |
| 1966           | 1                      | 8                   | 47 min              |                            |
| 1989           | 0                      | 13                  | 42 min              | w                          |
| 1999           | 7                      | 18                  | 42 min              |                            |
| 2021 (ab Nov.) | 11 (bis Bleibach)      | 25                  | 36 min              |                            |

## Fahrzeugeinsatz
Die Dampflokzeit war auf der Elztalbahn durch die badische VI c (Baureihe 75.4), zuvor auch badische VI b, geprägt. In den 1950er Jahren kamen auch vier neu nach Freiburg gelieferte Schienenomnibusse der Baureihe VT 95 nebst Beiwagen der Baureihe VB 95 zum Einsatz, auch Kurse mit vierteiligen Einheiten (VT + VB + VB + VT) wurden gefahren. Das Kursbuch der Deutschen Bundesbahn von 1958 zeigt an Werktagen fünf Zugpaare als Triebwagen und vier Lokomotiv-geführte Zugpaare.
Zwischen 1962 und 1996 dominierten die V 100 den Verkehr. Im Sommer 1962 wurden sechs fabrikneue V 10010 an das Betriebswerk Freiburg geliefert, mit denen die Strecke verdieselt werden konnte. Sie kamen mit Umbau-Dreiachsern, teilweise auch Umbau-Vierachsern, zum Einsatz. 1976 wurden sie durch wendezugfähige Maschinen mit n-Wagen inklusive Steuerwagen ersetzt. 1985 kam die stärkere 212 (V10020) zum Einsatz.
Ab Juni 1996 kamen Diesellokomotiven der Baureihe 218 des Werkes Haltingen mit n-Wagen auf der Elztalbahn zum Einsatz.
Güterzüge wurden zumeist mit V 60 gefahren. In früheren Jahren endeten diese Fahrten zunächst in Waldkirch, wo eine dort stationierte Köf II für Rangierdienst und Übergabefahrten bis Elzach eingesetzt wurde.
Ab Dezember 2002 setzte die Breisgau-S-Bahn Regio-Shuttles ein, z. T. in Fünffach-Traktion. Die Fahrzeuge tragen Namen der Gemeinden im Elztal. Bei Fahrzeugmangel wurden auch Triebwagen vom Kaiserstuhl eingesetzt. Während die Strecke seit Februar 2021 bis Waldkirch elektrifiziert war, gab der Infrastrukturbetreiber DB Netze den restlichen Abschnitt bis Elzach erst zum 11. Oktober 2021 für den Probebetrieb frei.
Weil die Dieselfahrzeuge der SWEG ab Ende Juli 2021 nicht mehr in ausreichender Zahl einsetzbar waren und den vierteiligen Talent 3-Fahrzeugen noch die Zulassung fehlte, kamen ab 2. August 2021 geliehene Wagenzüge mit E-Lok von SRI Rail Invest zum Einsatz, die mit Personal der Firma Lok-Partner zwischen Freiburg Hbf und Waldkirch verkehrten.
Seit Oktober 2021 werden die für den Verkehr auf der Strecke bestellten vierteiligen Züge des Typs Bombardier Talent 3 eingesetzt. Die sieben Züge standen erst ab Ende Oktober 2021 vollzählig zur Verfügung.

## Unfälle
Der erste größere Unfall auf der Strecke geschah am 2. März 1906, als zwischen Ober- und Niederwinden der durch Hochwasser unterspülte Bahndamm abrutschte und ein Personenzug in die Elz stürzte.
Während sich auf dem Abschnitt bis Waldkirch mehrere Bahnübergänge befinden, ist der Abschnitt bis Elzach kreuzungsfrei. Nach einem Beinahe-Unfall an einem beschrankten Bahnübergang bei Batzenhäusle durfte dieser von Schienenfahrzeugen nur noch mit 20 km/h befahren werden. Seit der Modernisierung 2021 ist diese Langsamfahrstelle aufgehoben.
Während eines Unwetters am 22. Juni 2011 fiel ein Baum auf die Gleise zwischen Denzlingen und Buchholz. Der Triebfahrzeugführer hat den umfallenden Baum noch rechtzeitig bemerkt und den Zug gebremst, aber der Zug rollte noch ein Stück weiter und über den Baum. Der vordere Triebwagen wurde beschädigt und eine Person leicht verletzt.
Am 12. März 2019 kollidierte auf einem unbeschrankten Bahnübergang in Waldkirch-Buchholz ein in Richtung Freiburg fahrender Zug mit einem Kleintransporter. Dessen Fahrer wurde aus seinem Fahrzeug geschleudert und verstarb an der Unfallstelle.